# Catherine Wolfe Bruce

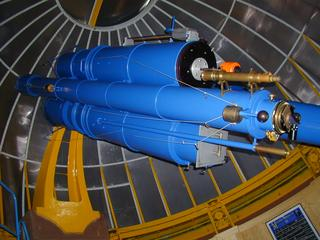
astrografo doppio di Bruce nel Landessternwarte Heidelberg-Königstuhl

Catherine Wolfe Bruce (New York, 22 gennaio 1816 – New York, 13 marzo 1900) è stata una filantropa statunitense attiva nel campo dell'astronomia.

## Biografia
Catherine Wolfe Bruce nacque da George Bruce (5 luglio 1781- 6 luglio 1866) e Catherine Wolfe.
Suo padre aveva acquisito la sua fortuna come designer e produttore di caratteri tipografici.
Catherine studiò privatamente e intraprese impegnativi viaggi di istruzione in Europa. Parlava diverse lingue, tra le quali il latino. Catherine tradusse in inglese l'Hymnus Dies Irae attribuito a Tommaso da Celano e pubblicò a sue spese la traduzione nel 1890. Rimase nubile e visse del patrimonio ereditato.
In memoria di suo padre, nel 1887, fondò a New York la George Bruce Free Library, che oggi appartiene alla Biblioteca Pubblica di New York.
Anche se per tutta la sua vita si era interessata agli eventi celesti, solo a 73 anni giunse ad un rapporto più stretto con l'astronomia.
In un articolo di divulgazione scientifica del 1888 apparso su Sidereal Messenger, Simon Newcomb sosteneva che le scoperte più importanti erano già state fatte.
Si rivolse quindi all'astronomo e costruttore di telescopi Alvan Graham Clark per valutare come potesse sostenere ulteriori ricerche.
Nel 1889 conobbe Edward Charles Pickering, che voleva mappare l'intero cielo con la fotografia e stabilì una sede periferica dell'Harvard College Observatory ad Arequipa, in Perù.
Catherine donò 50.000 dollari per un telescopio da 24 pollici per questa stazione di Boyden. Questo telescopio di Bruce nel 1927 fu trasferito con la stazione all'Osservatorio Boyden di Bloemfontein, in Sudafrica, dal momento che lì ci si attendevano migliori condizioni climatiche.
Tra le scoperte più significative fatte con questo telescopio vi è la relazione periodo-luminosità stabilita da Henrietta Swan Leavitt.
Tra il 1889 e il 1899, sostenne la ricerca astronomica con oltre 175.000 $ donati per l'acquisto di alcuni potenti telescopi, tra cui quello per l'Harvard College Observatory, l'astrografo da 10 pollici di Catherine Bruce all'Osservatorio di Yerkes basato sul concetto di Edward Barnard (si veda Catalogo Barnard) e per Max Wolf il doppio astrografo di Bruce per il Landessternwarte Heidelberg-Königstuhl.
Inoltre, mise a disposizione di Pickering un importo di 6.000 $ per borse di studio, con il quale sostenne progetti negli Stati Uniti e in Europa.
Anche Simon Newcomb ricevette del denaro per le sue nuove tavole planetarie (effemeridi), che servirono da base per il calcolo del tempo effemeride.
Johann Georg Hagen poté pubblicare l'Atlas Stellarum Variabilium grazie a una garanzia di indennizzo.
Grazie a una donazione di 1.000 $ Ladislao Weinek poté pubblicare il Prager Photographischen Mondatlas (Atlante lunare fotografico praghese).
Infine, la Medaglia Bruce dell'Astronomical Society of the Pacific fu da lei istituita come premio per particolari risultati nel campo dell'astronomia.

## Onorificenze
In sua memoria, sono stati denominati l'asteroide 323 Brucia e il cratere Bruce sulla superficie della Luna. L'asteroide Brucia fu il primo ad essere scoperto nel 1891 da Max Wolf con il metodo fotografico.
Per il suo sostegno all'astronomia, il Granduca di Baden la premiò con una medaglia d'oro.

## Opere
- Catherine Wolfe Bruce: Dies Irae, New York, 1890
- Johann G. Hagen, Catherine Wolfe Bruce, Michael Esch, Friedrich Becker, Frances Woodworth Wright, Johan Willem Jakob Anton Stein: Atlas stellarum variabilium I -IX, Specola vaticana, 1941